# Edvard Bergh
Edvard Bergh (suec: Johan Edvard Bergh)  (ciutat d'Estocolm, 29 de març de 1828 - ciutat d'Estocolm, 23 de setembre de 1880) va ser un jurista i pintor paisatgista suec, associat a l'Escola de Düsseldorf.
Els retrats dels seus amics han esdevingut les seves pintures més perdurables. Un d'ells, Vespre d'estiu nòrdic (1889–1900), és la seva obra més freqüentment reproduïda. Va pintar retrats d'Ellen Clau, August Strindberg, Gustaf Fröding, Hjalmar Branting, i altres. El seu Retrat d'August Strindberg, de 1905, és una de les seves pintures més famoses. Bergh descrivia Strindberg com "el model més interessant que mai he tingut. Vaig llegir en la seva cara, amb les seves moltes línies de destí, com en un meravellós llibre."

## Biografia

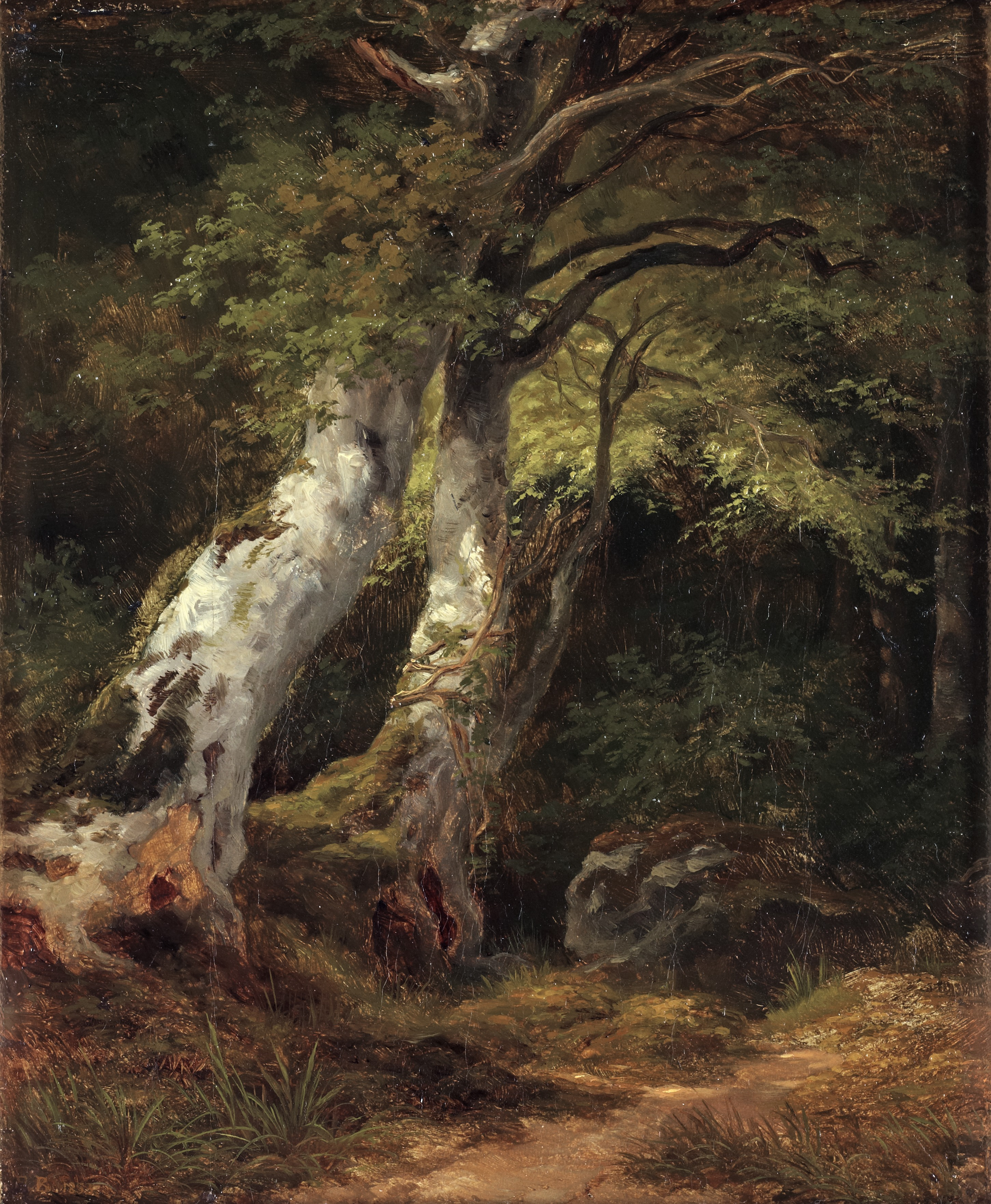
Paisatge forestal (1853)

Bergh va néixer a Estocolm, Suècia. Era fill de Severin Bergh i Emma Forsström. Els seus pares eren botiguers. Va assistir a Maria Læromsskola i després el 1844 va anar a la Universitat d'Uppsala. Inicialment, va estudiar ciències naturals, però va passar als estudis de dret i es va graduar amb un màster el 1849. Al principi, va treballar com a notari al Tribunal d'Apel·lació de Svea i a l'Ajuntament d'Estocolm. El seu interès per l'art va començar durant un viatge a Gotland, on va conèixer diversos artistes i es va fer amic de l'arquitecte Fredrik Wilhelm Scholander.
Quan va arribar a casa, va contactar amb Johan Way, un instructor de la seva alma mater, que va comptar la pintura entre els seus nombrosos èxits. Després d'això, cada cop va dedicar menys temps a la llei i més a l'art. El seu primer intent d'inscriure's a la Reial Acadèmia Sueca de Belles Arts va ser rebutjat, però no es va desanimar. Va començar a exposar sota els auspicis de l'Associació d'Art Sueca (Sveriges allmänna konstförening). Una d'aquestes exposicions va comptar amb la presència del comte Michael Gustaf Anckarsvärd que era un funcionari de la Reial Acadèmia. Va quedar impressionat amb el treball de Bergh i li va assegurar que s'acceptaria una nova sol·licitud.
El 1854, s'havia qualificat per a una beca que li va permetre fer un viatge d'estudis de tres anys. Va visitar Suïssa, Itàlia i Alemanya on va estudiar a la Kunstakademie Düsseldorf amb el pintor romàntic noruec Hans Gude. També va tenir algunes lliçons del pintor de paisatges i paisatges marins alemany Andreas Achenbach i del pintor paisatgista suís Alexandre Calame.
El 1857, va establir una escola de pintura de paisatge a la Reial Acadèmia i va esdevenir professor allà el 1861. El 1862, va ser un dels membres fundadors de Sällskapet Idun, una associació d'homes. A finals de la dècada de 1860, es va allunyar dels temes de paisatge més tradicionals i va començar a centrar-se en escenes del centre de Suècia. Va ser guardonat amb una medalla d'or a l'Exposition Universelle (1867) de París.
El 1874 va patir una hemorràgia intracranial i va quedar parcialment paralitzat. Com a resultat, va començar a repetir motius populars i la seva obra mai va tornar al seu nivell de qualitat original. Va morir el 1880 a Estocolm.

## Vida personal
El 1855 es va casar amb l'artista Amanda Helander. Van ser els pares de Richard Bergh (1858–1919), que també es va convertir en pintor.

## Galeria

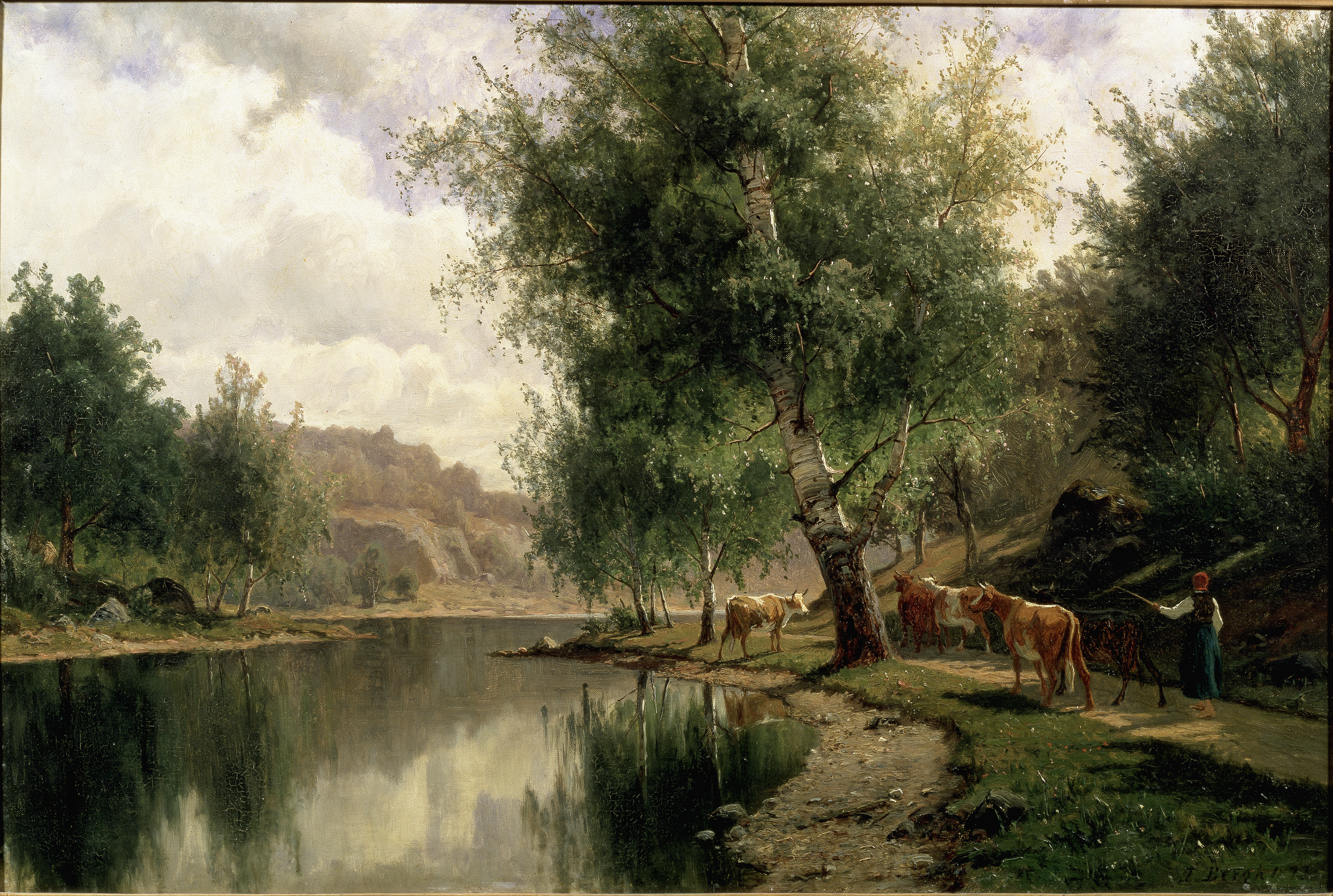
Paisatge d'estiu (1873)
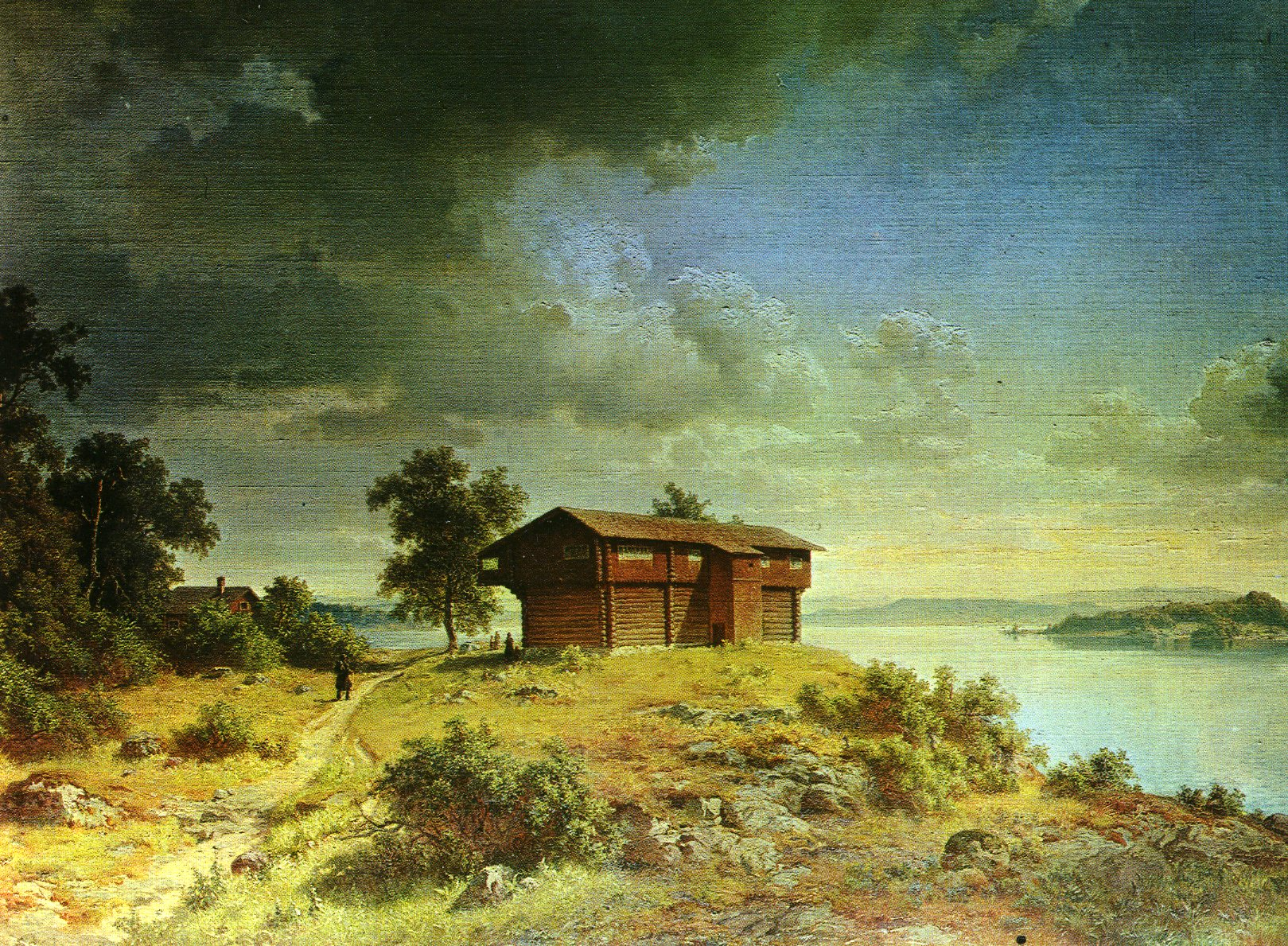
Vista d'Ornäs (data desconeguda)
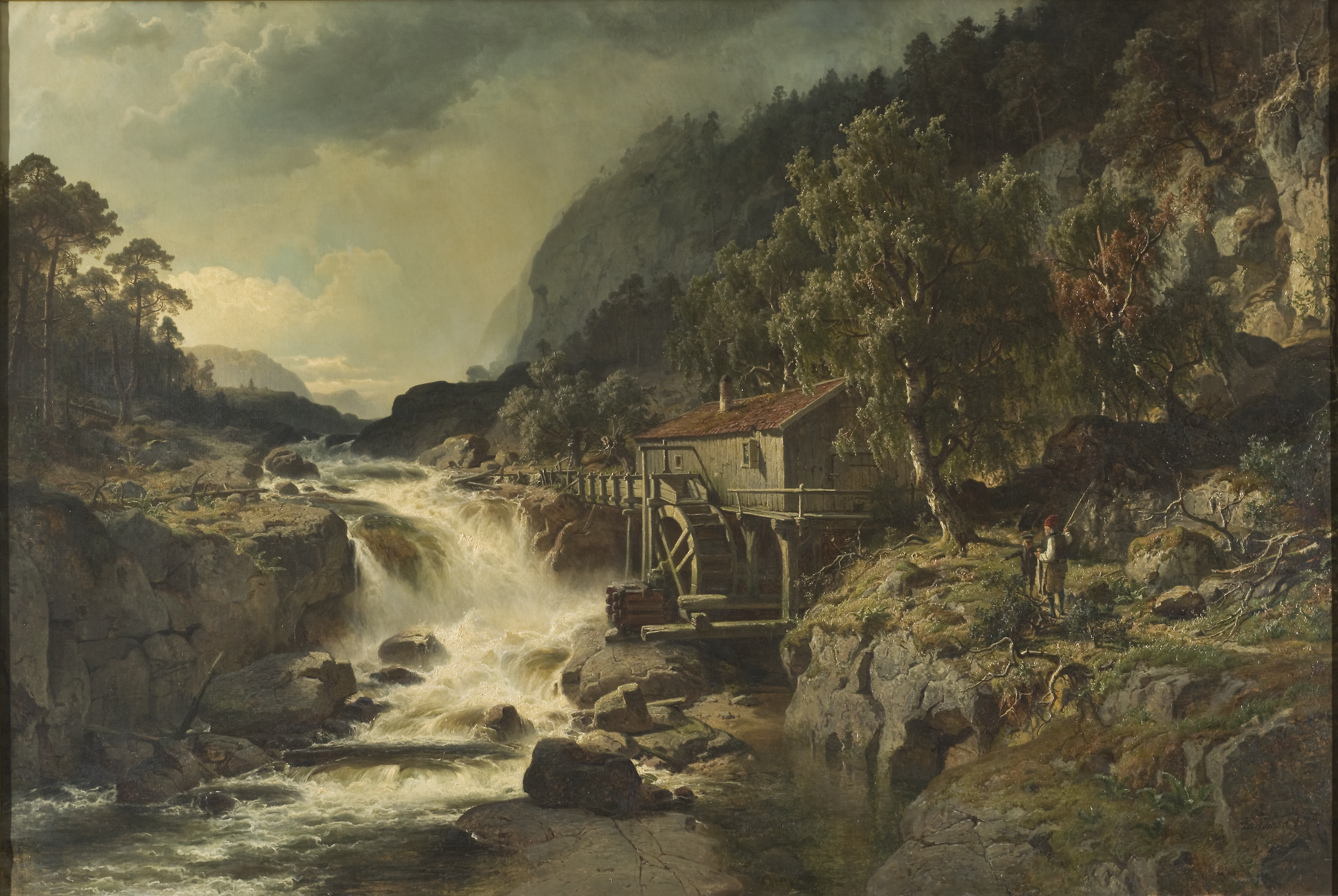
Paisatge rocós amb cascada i molí d'aigua, Småland (1862)
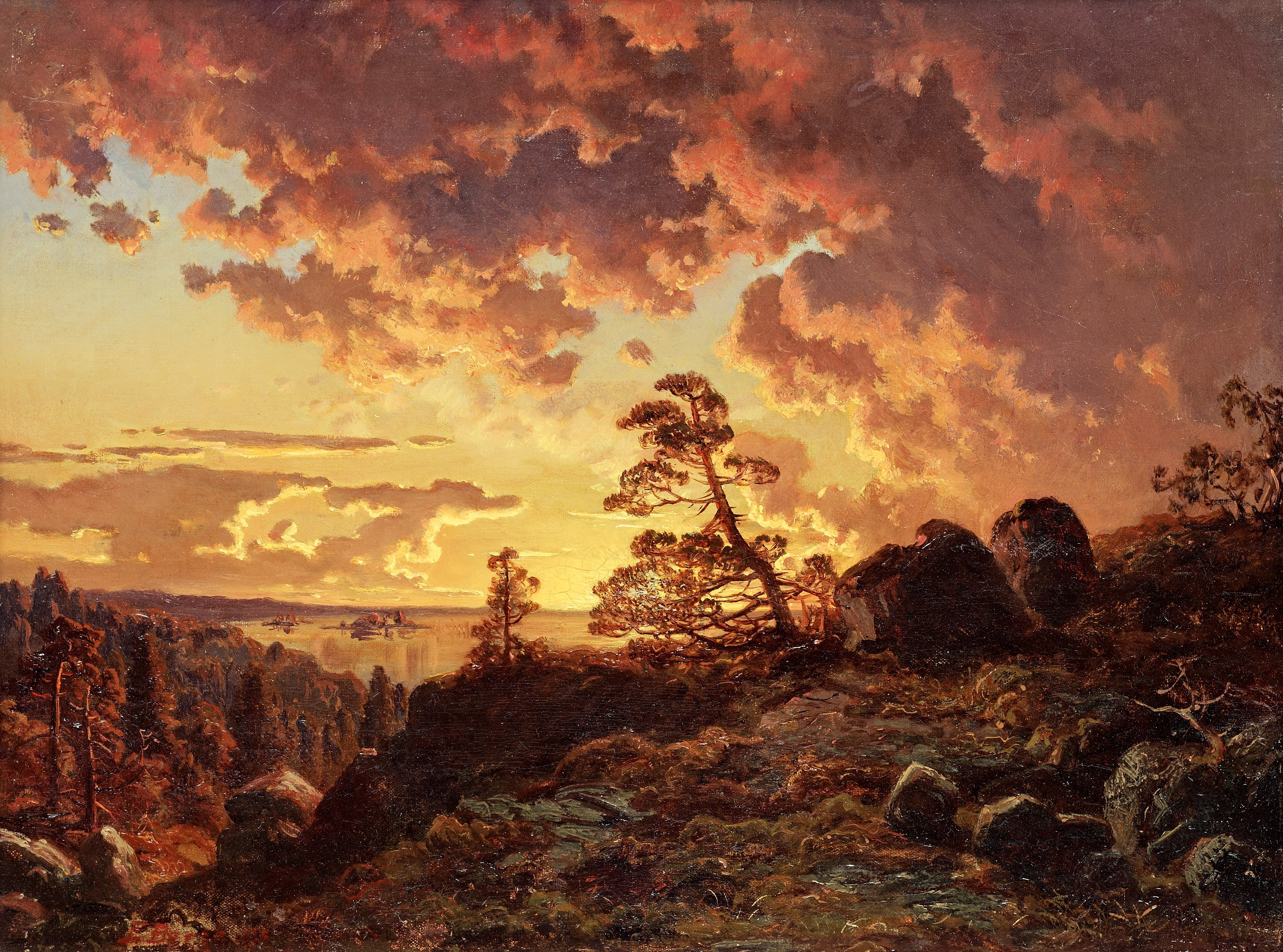
Posta de sol sobre la badia (1855)